# شاه‌پروانه ارغوانی هندی
شاه‌پروانه ارغوانی هندی (نام علمی: Apatura ambica) نام یک گونه از تیره فرچه‌پایان است.